# Marche à l'ombre (film)
Pour les articles homonymes, voir Marche à l'ombre.
Pour plus de détails, voir Fiche technique et Distribution.
Marche à l'ombre est un film français réalisé par Michel Blanc et sorti en 1984.

## Synopsis
Deux « sans domicile fixe », François (Gérard Lanvin), baroudeur costaud mais sensible, et Denis (Michel Blanc), râleur et hypocondriaque, sont de retour en France afin de se relancer dans la musique avec l'aide d'un vague ami résidant près de Paris.
Une fois parvenus à la porte de leur comparse, ils apprennent brutalement que celui-ci est parti sans laisser d'adresse ni même d'explication.
Désappointés et pratiquement sans un sou, François et Denis logent dans un hôtel miteux et font la manche dans la rue ainsi que dans le métro parisien, en jouant quelques morceaux avec la guitare de François. Lors d'une de ces « représentations » François rencontre Mathilde (Sophie Duez), danseuse professionnelle, et en tombe immédiatement amoureux, tandis que son compagnon vit des histoires sans lendemain. N'ayant plus d'argent pour s'héberger ni pour se nourrir, ils sont accueillis dans un bâtiment désaffecté au sein d'une troupe de gens d'origine africaine, qui sont aussi d'excellents musiciens.
Entre notes de musiques, rixes et affaires louches, ils tentent malgré tout de parvenir au bout de leurs rêves.

## Fiche technique
- Titre : Marche à l'ombre
- Réalisation : Michel Blanc
- Scénario : Michel Blanc et Patrick Dewolf
- Assistant réalisateur : Étienne Dhaene
- Décors : Carlo Conti
- Costumes : Élisabeth Tavernier
- Photographie : Eduardo Serra
- Montage : Joëlle Hache
- Musique : Jacques Delaporte, Téléphone, Renaud (chansons : Marche à l'ombre, P'tit dej' blues), Xalam, La Velle, Shamrock
- Chorégraphie : Rédha Benteifour[réf. nécessaire]
- Production : Bernard Artigues et Christian Fechner
- Société de production : Films A2, Les Films Christian Fechner
- Pays d'origine : France
- Format : Couleurs - 35 mm (Panavision) - 2,35:1 - Son Dolby stéréo
- Genre : comédie
- Durée : 81 minutes
- Date de sortie : France : 17 octobre 1984
- Affiche : Jean Mascii (France)

## Distribution
- Gérard Lanvin : François
- Michel Blanc : Denis
- Sophie Duez : Mathilde
- Mimi Félixine : Marie-Gabrielle
- Béatrice Camurat : Martine
- Prosper Niang : Prosper
- Katrine Boorman : Katrina
- Jean-François Dérec : le patron de l'hôtel
- Jocelyne Poggioli : la prostituée
- Alain Lachassagne : le client de la prostituée
- Bernard Farcy : Monsieur Christian
- François Berléand : l'inspecteur de police chez le fourgue
- Dominique Besnehard : le garçon « Smalto »
- Patrick Bruel : le guitariste du métro
- Didier Agostini : le racketteur
- George Zsiga : le 2e racketteur
- Pascal Gruselle : le 3e racketteur
- Pierre Forget : le fourgue
- Maka Kotto : Joseph
- Guy Laporte : le routier
- Didier Pain : l'infirmier
- Théo Légitimus : le cousin de Joseph
- Lydia Ewandé : la cousine
- Véronique Barrault (sous le pseudonyme de "Coquillette") : la vendeuse du supermarché
- Louba Guertchikoff : la folle de l'hôpital

## Production

### Tournage
À l'origine, Michel Blanc pensait faire appel à Bernard Giraudeau et à Mathilda May (il a d'ailleurs écrit le rôle pour elle, d'où le prénom Mathilde du personnage féminin). Tous deux étant indisponibles, il choisit Gérard Lanvin, qu'il connaît depuis longtemps, et Sophie Duez, alors mannequin.
Avant de réaliser le film lui-même, Michel Blanc songea à en confier la mise en scène à Patrice Leconte.
Le tournage a lieu en mai 1984 à Marseille (L'Estaque, port autonome de Marseille), Paris (cinéma Mac Mahon, dans les stations de métro Charles de Gaulle - Étoile et Porte-des-Lilas), aéroport de Paris-Charles-de-Gaulle et New York (Queensboro Bridge, Times Square)[réf. nécessaire].

## Accueil

### Box-office
Le film réalise 6 168 425 entrées , atteignant de ce fait la tête du Box-office français. Michel Blanc surpasse alors son camarade Gérard Jugnot dont la première réalisation, Pinot simple flic (sorti la même année), ne totalise que 2 418 756 entrées.

## Distinctions

### Nominations
- César 1985 :
  - nomination au César du meilleur premier film
  - nomination au César du meilleur espoir féminin pour Sophie Duez